# Stolen Moments: The Lady Sings… Jazz and Blues
Stolen Moments: The Lady Sings… Jazz and Blues — концертный альбом американской певицы Дайаны Росс, выпущенный в 1993 году на звукозаписывающем лейбле Motown. Запись концерта прошла в Нью-Йорке в театре Уолтера Керра 4 декабря 1992 года. В бэнде, аккомпанирующем певице были такие музыканты как Рой Харгроув, Рон Картер, Джон Фаддис, Урби Грини и другие. Всего в альбоме девятнадцать песен, почти все они из репертуара джазовой певицы Билли Холидей, концерт был дан в честь двадцатилетия фильма «Леди поёт блюз», в котором Росс играла джаз-диву.

## Список композиций
1. «Fine and Mellow[англ.]» — 2:58
2. «Them There Eyes[англ.]» — 3:42
3. «Don’t Explain[англ.]» — 4:48
4. «What a Little Moonlight Can Do» — 3:46
5. «Mean to Me» — 2:41
6. «Lover Man (Oh Where Can You Be)» — 5:01
7. «Gimme a Pigfoot and a Bottle of Beer» — 3:31
8. «Little Girl Blue[англ.]» — 3:21
9. «There’s a Small Hotel[англ.]» — 2:47
10. «I Cried for You» — 6:38
11. «God Bless the Child[англ.]» — 6:13
12. «Love Is Here to Stay» — 2:18
13. «You’ve Changed[англ.]» — 2:59
14. «Strange Fruit» — 3:31
15. «Good Morning Heartache» — 5:02
16. «Ain’t Nobody’s Bizness If I Do[англ.]» — 2:44
17. «My Man» — 3:54
18. «Fine and Mellow (Reprise)» — 2:06
19. «Where Did We Go Wrong» — 4:23

## Позиции в хит-парадах
Еженедельные чарты:
| Хит-парад (1993)                            | Высшая позиция |
| ------------------------------------------- | -------------- |
| Великобритания (UK Albums Chart)            | 45             |
| США (Billboard Top Jazz Albums)             | 30             |
| США (Billboard Top R&B/Hip-Hop Albums)      | 73             |
| США (Billboard Top Traditional Jazz Albums) | 10             |